# Inmaculada Montalbán Huertas
Inmaculada Montalbán Huertas (Iznalloz, 26 de noviembre de 1959) es una magistrada y jurista española, actual vicepresidenta del Tribunal Constitucional desde 2023, órgano del que forma parte desde 2021. Con anterioridad, ha sido vocal del Consejo General del Poder Judicial (CGPJ) entre 2008 y 2013, y presidenta de la Sala de lo Contencioso-Administrativo del Tribunal Superior de Justicia de Andalucía, Ceuta y Melilla entre 2014 y 2021.
Se la considera una pionera en el estudio y análisis de la perspectiva de género como criterio de interpretación de las normas, precursora de una nueva línea jurisprudencial que aplica dicho principio. Experta en las materias de igualdad de género, violencia de género y derecho antidiscriminatorio, durante su etapa en el CGPJ, fue presidenta del Observatorio contra la Violencia Doméstica y de Género y de la Comisión de Igualdad, y ha colaborado en la implementación de observatorios contra la violencia de otros países.
Recibió el premio «Rafael Martínez Emperador» 2003, por su monografía Perspectiva de Género: criterio de interpretación internacional y constitucional dándose la circunstancia de ser la primera vez que se concedía el premio a una mujer y, la primera vez también, que se entregaba a un miembro de la carrera judicial. Ha defendido, como experta en las comisiones de estudio de las Cortes Generales, la necesidad de que jueces y demás operadores jurídicos tengan la ineludible formación en materia de violencia de género. Está en posesión de la Gran Cruz de la Orden de San Raimundo de Peñafort y de otras más de veinte distinciones, premios y reconocimientos, entre ellos la Medalla de Oro de Andalucía.

## Carrera judicial
Inmaculada Montalbán Huertas, nació en el municipio de Iznalloz (Granada, 26 de noviembre de 1959). Cursó los estudios de Derecho en la Facultad de Derecho de la Universidad de Granada, al término de los cuales, preparó y aprobó las oposiciones a judicatura en turno libre, ingresando en la carrera judicial en 1985 tras superar el curso de formación de la Escuela Judicial.

### Primeros años
Sus primeros destinos fueron los juzgados de distrito de Torrevieja (Alicante) y Almería núm. 3, compatibilizando sus funciones con el cargo del juez unipersonal del Tribunal Tutelar de Menores de la Provincia de Almería. El ascenso a la categoría de Magistrada se produjo en noviembre de 1988 siendo destinada en la entonces Audiencia Territorial de Valencia, donde ocupó plaza en su Audiencia Provincial, Sección 3ª, con competencias en penal y civil. En 1991 se trasladó a Granada, esta vez destinada en el Juzgado de Instrucción núm. 7 donde prestó sus servicios hasta 1999 en que, tras realizar el preceptivo curso de adaptación al orden jurisdiccional contencioso administrativo, con fecha 5 de abril de 1999, se hizo cargo del Juzgado de lo Contencioso Administrativo núm. 3 de Granada. Por Real Decreto 20/2003 de 10 de enero, fue nombrada magistrada de la Sala Contencioso Administrativo del Tribunal Superior de Justicia de Andalucía, Ceuta y Melilla, sede en Granada, de cuya Sección Tercera es presidenta desde el 1 de junio de 2014. 
Desde los primeros años de servicio ha ido acumulando conocimiento jurídico adquirido en juzgados de diferente orden jurisdiccional, así como experiencia en organización de órganos judiciales.
En el Juzgado de Almería, unas abogadas que trabajaban con víctimas de malos tratos me pidieron que colaborara con ellas. Así fue como estuve unos años yendo a los pueblos a explicar a las mujeres que tenían derecho a denunciar. Les explicábamos que la violencia dentro de la pareja no estaba permitida, que una mujer no estaba obligada a sufrir malos tratos o a recibir amenazas por el hecho de casarse. (Inmaculada Montalbán)
Veintisiete años después de iniciar su carrera judicial, le fue concedida la medalla de oro de Andalucía principalmente por "...el servicio diario que presta a la sociedad y su compromiso con las mujeres que caminan por el largo túnel de la violencia de género.."
Inmaculada Montalbán pertenece a la asociación Juezas y jueces para la Democracia, donde fue miembro del Secretariado Nacional en dos periodos y portavoz del Secretariado en materia de violencia de género desde 14 de mayo de 2004 a 2006. Además se ocupó de la coordinación de la sección de Andalucía Oriental. Fue coordinadora de la Comisión de Violencia de Género (2000). Formó parte, como miembro electo de Jueces para la Democracia, de la Sala de Gobierno del Tribunal Superior de Justicia de Andalucía, donde por primera vez se hizo uso del mecanismo de revisión de los acuerdos de la Comisión por el Pleno. También es miembro de la Asociación de Mujeres Juezas.

### Vocal del CGPJ
Nombrada vocal del Consejo General del Poder Judicial en 2008 a propuesta del Senado, elegida entre jueces y magistrados, es la primera magistrada andaluza que forma parte del órgano de gobierno de los jueces. Fue presidenta del Observatorio contra la Violencia Doméstica y de Género y la Comisión de Igualdad. Desde octubre de 2008 a diciembre de 2013 fue vocal del CGPJ, concretamente fue Vocal Delegada de la Jurisdicción Contencioso Administrativa y Vocal Delegada para la Comunidad de Andalucía y Canarias. Además fue presidenta de la Comisión de Igualdad y presidenta del Observatorio contra la Violencia Doméstica y de Género. 
- Como delegada de la Jurisdicción Contencioso Administrativa, promovió encuentros anuales de presidentes/as de las Salas de lo Contencioso Administrativo de todos los Tribunales Superiores de Justicia, con la finalidad de intercambiar buenas experiencias de gestión; unificar criterios jurisdiccionales y proponer reformas legales que, en buena parte, han sido aceptadas por el legislativo. También se ha promovido la utilización de los “pleitos testigos” y técnicas de acumulación de asuntos. Las medidas de refuerzo aplicadas a órganos colegiados con pendencia estructural han resultado positivas.
- En su calidad de presidenta de la Comisión de Igualdad, promovió la formación transversal en materia de igualdad; el análisis e investigación de sentencias dictadas en esta materia y la aprobación en 2013 del Plan de Igualdad de Oportunidades en la carrera judicial.

### Observatorio contra la Violencia Doméstica y de Género
Durante los años en que fue presidenta del Observatorio, se obtuvieron los siguientes reconocimientos al trabajo realizado:
- El Observatorio fue reconocido legalmente como un instrumento para el estudio y seguimiento de la violencia doméstica y de género en el ámbito judicial, tras la reforma de la ley Orgánica 4/2013, de 28 de junio de reforma del Consejo General del Poder Judicial.
- Su sistema de recopilación de información en relación con las investigaciones jurídicas y los procedimientos judiciales fue identificado como buenas prácticas por el Parlamento Europeo, en su “ Informe sobre las prioridades y líneas generales del nuevo marco político de la UE para combatir la violencia contra las mujeres 2010/2209 INI)”, año 2011.
- El Observatorio fue identificado como “stakeholder” relevante del Instituto Europeo de Igualdad de Género, en el campo de la lucha contra la violencia de género, formando parte de la base de datos europea de actores más importantes en este campo.

En diciembre de 2013 se reincorporó al ejercicio de funciones jurisdiccionales en la Sala de lo Contencioso Administrativo del Tribunal Superior de Justicia de Andalucía, Ceuta y Melilla, sede en Granada donde ha sido presidenta de la Sección Tercera hasta su nombramiento como magistrada del Tribunal Constitucional.

### Magistrada del Tribunal Constitucional
El 18 de noviembre de 2021 tomó posesión como nueva magistrada del Tribunal Constitucional previo su nombramiento por el rey, de conformidad con lo dispuesto en los artículos 159 de la Constitución y 16 de la Ley Orgánica 2/1979, de 3 de octubre, del Tribunal Constitucional, y a propuesta del Congreso de los Diputados. El 11 de enero de 2023 fue nombrada vicepresidenta por el Pleno del Tribunal, junto con el presidente Cándido Conde-Pumpido. Tomó posesión al día siguiente.

## Pionera en la interpretación de las normas desde la perspectiva de género
Inmaculada Montalbán Huertas llevó a cabo una investigación sobre la perspectiva de género en la epistemología jurídica. Publicó el resultado en una monografía galardonada en 2003 con el premio "Rafael Martínez Emperador", siendo la primera vez que se concedía a un miembro de la carrera judicial y, también era la primera vez que se entregaba a una mujer. La magistrada define la perspectiva de género en su monografía: 
“Es un instrumento de análisis que permite descubrir y comprender los mecanismos que en la práctica, a pesar del reconocimiento formal del derecho de igualdad, mantiene la subsistencia de la primacía cultural de los valores androcéntricos tanto con la sociedad como en el derecho. Simultáneamente, es una técnica que permitirá avanzar en la consecución de la igualdad material, sustantiva y real 
En el ejercicio de la función jurisdiccional Montalbán ha formado parte del Tribunales que han dictado sentencias, fundamentando el fallo en derecho aplicando la perspectiva de género. Estas sentencias han tenido repercusión social y mediática.

### Sentencia caso de ginecólogo de Valencia
1. La sentencia[17] en la que actuó como ponente la magistrada María del Pilar Manzana La Guarda. El Ministerio Fiscal no acusó en conclusiones definitivas a las tres mujeres que fueron absueltas. En la sentencia se considera probada la eximente de estado de necesidad justificante, que el Tribunal Supremo había estimado, en una reciente sentencia, ser de aplicación en un delito de aborto, a la mujer, al marido y al amigo que facilitó los datos de la clínica. El Fiscal formuló acusación contra el facultativo. No obstante, con el voto de la magistrada ponente y el de Montalbán, se absolvió al facultativo por considerar, en el Fundamento Cuarto de los de Derecho, que el acusado practicó el aborto al abrigo de la causa de justificación del estado de necesidad en que se encontraban las procesadas, de cuyo estado de necesidad participaba el acusado pues era conocedor de la existencia de bienes en conflicto que, debidamente ponderados, le llevaron a entender prevalente el derecho de la mujer. De este modo la sentencia extiende al facultativo la eximente del estado de necesidad. La sentencia hace una reflexión en torno a que la modificación legislativa condena al personal facultativo que practica el aborto a la mujer en los supuestos previstos en el artículo 417bis de la nueva regulación del delito de aborto. La sentencia no fue recurrida por el Ministerio Fiscal ni por el resto de las partes. El voto particular del Magistrado quedó unido a autos y recogido en la sentencia absolutoria.
2. Consecuencias:Informe que la Fiscalía General del Estado dirige al Ministerio de Justicia pidiendo la ampliación de la legislación del aborto a un cuarto supuesto despenalizador 1992. El Parlamento Europeo aprueba una resolución solicitando al Gobierno español que cesen las persecuciones, detenciones, juicios, etc., por aborto. El Gobierno presenta un informe sobre la realidad del aborto en el que considera necesaria la reforma de la ley de 1985
3. Repercusión social: durante los más de 10 años que duró el procedimiento, los medios de comunicación informaron con todo detalle,[18] creándose un estado de opinión que alcanzó uno de los puntos más álgidos cuando, el defensor del médico presentó ante el juez documentación acreditativa de que más de 3000 mujeres habían abortado en las clínicas. Tras una reacción en contra por parte de las mujeres por entender que se atentaba a su intimidad, finalmente centenares de mujeres declararon autoinculpándose de haberse sometido a una intervención abortiva solicitada por ella"[19] Los hechos se habían producido en 1980. Durante el tiempo que duró el procedimiento se modificó el Código penal, de modo que la sentencia si condenaba lo hacía en el marco de una mentalidad que estaba empezando a cambiar.

### Sentencia caso trabajadoras ayuda a domicilio
1. La Sentencia: [20] Ayuntamiento que considera a las trabajadoras del servicio municipal de ayuda a domicilio, trabajadoras autónomas. La sentencia que tuvo como ponente a la Magistrada Montalbán, dice que ” la situación social y económica de estas trabajadoras de ayuda a domicilio, predispone a una discriminación y que el Ayuntamiento se dejó llevar por estereotipos de género que llevaba a mantenerlas en una situación de desventaja, al obligarlas a ingresar mensualmente a la Seguridad Social sus aportaciones como "falsas autónomas" o "trabajadoras por cuenta propia". El Ayuntamiento no las reconoció como asalariadas, a pesar de prestar un servicio público tan necesario para la población como es la Ayuda a domicilio.
2. Repercusión social: La sentencia fue noticia de agencia.[21]

### Sentencia caso derecho a la huelga feminista del 8 de marzo
1. Sentencia:[22] La resolución carecía de motivación exigida por ley e infringía el principio de proporcionalidad. En tanto que el 8M ese año era domingo, festivo, la sentencia considera inviable cualquier justificación por cuanto fijar los 'servicios propios de un día festivo o domingo', equivale al 100% de los servicios, es decir, sacrificaba de manera absoluta el derecho fundamental a la huelga de trabajadores y trabajadoras de la sanidad que prestan sus servicios el domingo, día 8 de marzo". El impacto del paro previsiblemente sería nulo e impediría que el derecho de huelga sea reconocible por las personas usuarias del servicio. Existían otras soluciones que cumplían con el estándar de proporcionalidad, acordes con la duración breve del paro convocado"
2. Repercusión social : La prensa se hizo eco del fundamento del fallo que en atención a que el paro se había previsto para el 8M Día internacional de la mujer declarado así por la ONU, la decisión de la Administración deja vacío y sin contenido el derecho de huelga de trabajadores y trabajadoras; pero, además, no se contribuye a la sensibilización de la sociedad sobre asuntos de interés general como son la igualdad salarial entre mujeres y hombres y el derecho a la no violencia de género que la ONU pretende con el Día Internacional de la Mujer[23]

### Sentencia contraria a la naturaleza laboral de la prostitución
1. Sentencia[24] Utiliza la perspectiva de género del artículo 4 de la Ley Orgánica 3/2007 y tras exponer la posición de la jurisprudencia, en sus diferentes jurisdicciones, acerca de la eventual naturaleza laboral de la actividad de prostitución, concluye que no está amparada por el ordenamiento jurídico, al atentar contra la dignidad humanada, abogando por el modelo abolicionista.

### Sentencia deniega próroga de residencia a condenado por violencia de género
1. La sentencia[25] deniega la prórroga de la residencia de larga duración a un extranjero condenado por violencia de género. Argumenta que la violencia de género es una cuestión de orden público a proteger por el Estado.
2. Repercusión social[26] que tuvo en la prensa[27] contó con la información de primera mano a través de la entrevista a la Magistrada ponente de la sentencia

### Sentencia reconoce derecho a prórroga de residencia por ausentarse para cuidados de familiar
1. La Sentencia[28] El abogado del Estado recurrió la sentencia que reconoció el derecho de una mujer de nacionalidad marroquí y de su hija menor de edad a tener por justificada la ausencia por más de seis meses, debido a la grave enfermedad de un familiar cercano. El recurso se resolvió por el Tribunal Superior de Justicia de Andalucía. En su decisión, el Tribunal Superior después de valorar las circunstancias para determinar si la permanencia fuera de España era o no voluntaria, o si respondía a causas de fuerza mayor o a razones de entidad suficiente y debidamente acreditadas que justifican mantener la vigencia de la autorización. La sala aplica la perspectiva de género en la interpretación de la legislación civil, como la realidad social, así como el criterio interpretativo de igualdad de oportunidades introducido por la Ley Orgánica 3/2007, de 22 de marzo, para la Igualdad Efectiva de Mujeres y Hombres. Con ello llega a la conclusión de que hay razones culturales y sociales relacionadas con un concepto social amplio de la familia en Marruecos (no restringido a esposo e hijos/as) y con la atribución a las mujeres de manera exclusiva el rol de cuidadora de los familiares y más aún cuando están enfermos. Por lo tanto, el Tribunal Superior desestima el recurso de apelación
2. Repercusión social sentencia reconocida en los premios internacionales de "Género y Justicia al Descubierto”. En mayo de 2015 fue nominada para el Premio "Mallete" del público por la organización Internacional para los derechos humanos "Women's Link Worldwide",[29] una ONG que trabaja para garantizar la equidad de género en el mundo, se denominaba "Con Autorización". Como consecuencia del reconocimiento -la sentencia fue incorporada en el Observatorio de Género y Justicia, que está en línea con las decisiones importantes para la igualdad de género en todo el mundo y que puede ser consultado tanto en español como en ingles. Además, se publicó un post en el Oxford Human Rights Hub.

### Sentencia reconoce trato discriminatorio a embarazada
1. La sentencia[30] la negativa del INEM de incluir a la actora en la lista de candidatos preseleccionados para cubrir un puesto de trabajo, fundada exclusivamente en la situación de baja por maternidad de esta, resultaba discriminatorio declarándolo así la sentencia que el INEM incurrió en trato discriminatorio por razón de sexo. La sentencia está en consonancia con la doctrina del Tribunal de Justicia de las Comunidades Europeas, según la cual la situación de baja por maternidad no es equiparable a la situación de “Incapacidad temporal”. De no ser así, la protección que el ordenamiento jurídico otorga al embarazo y a la maternidad no sería tal, puesto que tales circunstancias constituirían un obstáculo para el acceso al empleo de la mujer generando situaciones discriminatorias que solo afectarían a las mujeres. La sentencia sienta las bases para la cuantificación económica del perjuicio causado a la recurrente.
2. Repercusión social Esta sentencia fue recurrida en apelación por el Abogado del Estado y la sala contencioso administrativo estimó el recurso de apelación y revocó la sentencia. Interpuesto Recurso de Amparo por la demandante contra la sentencia del TSJA, el Tribunal Constitucional le otorgó el amparo solicitado[31] Declaró que había sido vulnerado su derecho a no ser discriminada por su condición de mujer (art. 14 CE) y la restableció en la integridad de su derecho anulando la sentencia de 21 de julio de 2003 del TSJA.

## Otras actividades

### Colaboración internacional
*Como experta internacional en materia de igualdad y violencia de género ha colaborado con la puesta en marcha y funcionamiento de Observatorios contra la violencia de género en Centroamérica y El Caribe. Ha participado en sucesivos Encuentros de Magistradas de Altos Cargos de Iberoamérica. Es formadora en Investigación judicial especializada en delitos de Trata y Tráfico en Bolivia y colaboradora con el Consejo de Europa en la promoción del Convenio sobre prevención y lucha contra la violencia contra la mujer y la violencia doméstica, hecho en Estambul el 11 de mayo de 2011. 

### Docencia y formación jueces

#### Docencia
Ha codirigido el “Curso de Formación para el Acceso a la Carrera Judicial y Fiscal”, impartido en la Facultad de Derecho de Granada Curso 2002-2004 y 2004-20. Es Directora de Cursos Estatales de Formación a Jueces y Magistrados. Ponente en cursos de la Escuela Judicial. Directora de cursos de formación a Jueces y Magistrados en el Plan Territorial Docente en cursos de formación continua de Jueces y Magistrados. Ha impartido cursos de formación a fuerzas y cuerpos de seguridad; a abogados; a personal de La Junta de Andalucía y administración local. Ha participado en mesas redondas. Ha impartido más de 200 conferencias.

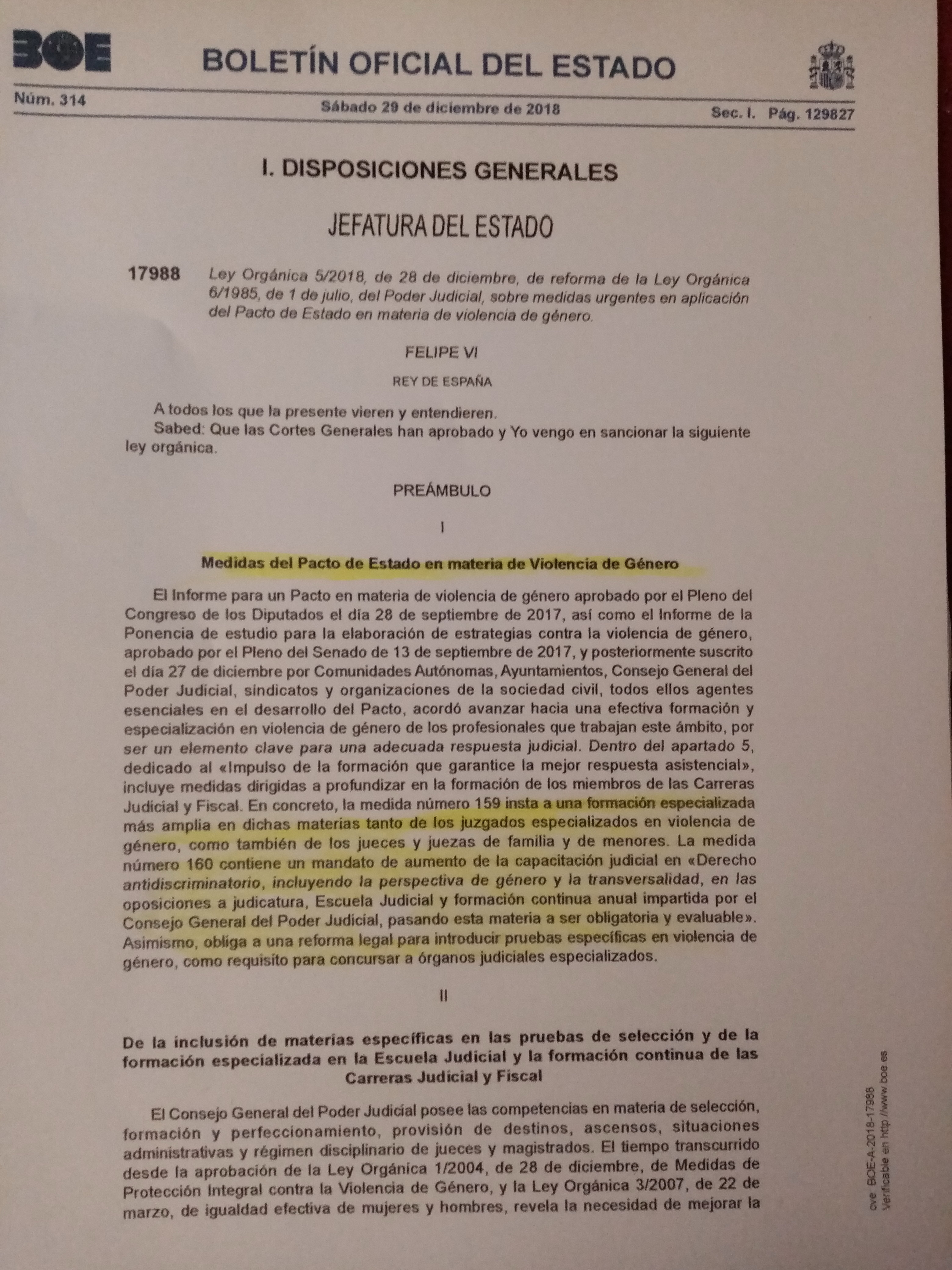
La Ley 5/2018 incluye la medida 160 que incluye la capacitación judicial en perspectiva de género, criterio de interpetación del Derecho que I. Montalbán ha sido pionera en aplicar

#### Formación
Convencida de que es imprescindible la formación de Jueces y Magistrados en las materias de igualdad de género, violencia de género y derecho antidiscriminatorio, ha promovido las modificaciones legales a fin de lograr que la ley exigiera la previa formación, antes de tomar posesión de la plaza en un juzgado o sección especializada en violencia de género.
Como directora de formación de jueces en el Consejo General del Poder Judicial en Andalucía llevaba a sus compañeros de carrera a las casas de acogida de mujeres maltratadas para que conocieran de cerca el problema.
En su comparecencia ante la subcomisión para un Pacto de Estado en materia de violencia de género"... se detuvo en subrayar la importancia de la formación y especialización en la carrera judicial... " . Además, analizó la normativa vigente y fue diciendo en cada caso en qué había quedado cada modificación legislativa. Por ejemplo, las oposiciones a judicatura se saldaba con 8 temas sobre la materia. La formación obligatoria, que debía ser incluida por el Consejo General del Poder Judicial en la formación continua anual, Montabán consideraba que era preciso introducir la perspectiva de género y la transversalidad. La magistrada propuso que se incorporaran en la Ley Orgánica del Poder Judicial, pruebas selectivas específicas en violencia de género (igual que sucede por ejemplo, con lo mercantil o con los jueces de lo social). La ley 5/2018 sobre medidas urgentes en aplicación del Pacto de Estado en materia de violencia de género, prevé en la medida 159 y 160 las medidas para garantizar la formación especializada desde antes de entrar en la escuela judicial así como en la formación continua.

### Artículos en revistas especializadas y en prensa
Ha publicado más de una docena de artículos en revistas especializadas, a destacar el que lleva por título "Interpretación y aplicación del principio de no discriminación entre mujeres y hombres: incidencia de la Ley Orgánica 3/2007, de 22 de marzo". Desde 1993 hasta 2012 ha publicado más de cuarenta artículos de opinión en periódicos como Ideal, El País tanto en su edición nacional como en la andaluza, así como en Boletines informativos como el de Jueces para la democracia. Artículos en los que la Magistrada ha expresado su opinión sobre temas que van desde. “El derecho a la no violencia como derecho fundamental de la mujer,” Ideal 2-12-98 o “Deficiente democracia“, publicado en Ideal, 8-3-99 con ocasión del “Día Internacional de la Mujer Trabajadora”, y sobre todo, artículos sobre violencia de género. 

### Publicaciones

#### Libros
- “Perspectiva de género: criterio de interpretación internacional y constitucional”. La publicación del trabajo ha sido utilizado como Manual o Libro de Texto básico en el Módulo de Derecho del Master Malos Tratos y Violencia de Género, 2007-2008, 2009-10 y 2011-12 de la Universidad Nacional de Educación a Distancia.
- Estudios sobre sentencias 2015 “ Estudio de sentencias dictadas en primera instancia por órganos judiciales especializados en violencia hacia la mujer en el año 2013, relativas a delitos de feminicidios. Observatorio Judicial de Violencia de Género de Nicaragua. 3.-2021: Estudio de sentencias de feminicidios en el ámbito de la pareja o expareja dictadas por órganos judiciales en la República Dominicana 2017-2019. ISBN 978-9945-585-63-6 Editado por el Poder Judicial de la República Dominicana.

#### Co-autora en obras colectivas
- Violencia y género. La violencia doméstica como problema actual, estructural y público para el derecho.
- Guía Practica contra la violencia doméstica y de género, marzo de 2004.
- Guía Practica de la Ley 1/2004 contra la violencia de género, Madrid, 2005.
- La Ley Orgánica 1/2004, de 28 de diciembre de Medidas de Protección Integral contra la Violencia de Género. Un instrumento novedoso.
- Malos tratos, violencia doméstica y violencia de género desde el punto de vista jurídico Madrid 2006.
- Líneas de actuación para implantar el principio de igualdad en la Carrera Judicial: el Plan de Igualdad. Año: 2014
- Trata sexual de mujeres: nuevas claves para el derecho de asilo Año: 2017
- Guía de Criterios de Actuación Judicial frente a la Trata de Seres Humanos 2018
- El derecho a la igualdad efectiva de mujeres y hombres. Una evaluación del primer decenio de la LO 3/2007
- Igualdad y no Violencia de Género: por un pacto de Estado”.Granada 2017.
- Dificultades en la aplicación de la protección internacional de las víctimas de trata de seres humanos con fines de explotación sexual. Madrid 2017

## Premios y distinciones
- Gran Cruz de la Orden de San Raimundo de Peñafort,[40] concedida por Su Majestad el Rey, por Real Decreto 967/2013, de 5 de diciembre, en atención a los méritos y circunstancias que concurren en la vocal del Consejo General del poder Judicial, Doña Inmaculada Montalbán Huertas, a propuesta del Ministro de Justicia y previa deliberación del Consejo de Ministros, en su reunión del día 5 de diciembre de 2013, con los honores correspondientes.
- Premio del Ministerio de Igualdad de España 2009, en reconocimiento por el compromiso profesional y personal al servicio de la lucha contra la violencia de género desde el ámbito judicial y como presidenta del Observatorio contra la Violencia Doméstica y de Género.
- Medalla de Andalucía, con todos los honores previstos en el Decreto117/1985 DE 5 de junio concedido por el presidente de la Junta de Andalucía el 27 de febrero de 2012. (BOJA n.º 48 de 9 de marzo de 2012).
- Premio nacional “Rafael Martínez Emperador”,[41] convocado por el Consejo General del Poder Judicial edición 2003, por el trabajo denominado “Perspectiva de género: criterio de interpretación internacional y constitucional”. Otorgado por decisión unánime del Jurado del Premio denominado “Rafael Martínez Emperador 2003”, por Acuerdo de fecha 16 de diciembre de 2003, publicado en el Boletín Oficial del Estado de 30 de diciembre de 2003 (BOE núm. 312).
- Medalla al mérito de la Justicia en Canarias, con distintivo de Oro, concedida por Decreto 4/2014, de 17 de enero, del presidente, Paulino Rivero Baute, por el que se otorgan las Condecoraciones de Justicia en Canarias en el año 2014, de conformidad con el artículo 5 del Decreto 55/2002, de 6 de mayo por el que se crean las Condecoraciones de Justicia en Canarias.  Publicado en el Boletín Oficial de Canarias núm. 34, miércoles 19 de febrero de 2014. Pág. 4433. Según el artículo 2 del Decreto 55/2002, de 6 de mayo, la “Medalla al mérito de la Justicia en Canarias con Distintivo de Oro” es la principal distinción y se otorga a las personas físicas o jurídicas que, en cualesquiera de los ámbitos del Derecho o de la Administración de Justicia, vengan contribuyendo o hayan contribuido a mejorar la calidad de la actividad jurídica o coadyuven al prestigio y reconocimiento social del servicio público de la justicia en Canarias”.
- Hija adoptiva de Granada. Reconocimiento por acuerdo unánime de la Comisión de Honores y Distinciones del Excmo. Ayuntamiento de Granada. Entrega del reconocimiento el 2 de febrero de 2018 en el Teatro Isabel La Católica de Granada.
- Premio Meridiana 2000, concedido por el Instituto Andaluz de la Mujer en la modalidad de persona o colectivo que destaque en la defensa de la igualdad.
- Distinción de la Facultad de Derecho de Granada, por la constante colaboración e iniciativas presentadas, concedida por unanimidad por el Equipo Decanal y la Comisión de Gobierno de la Facultad de Derecho el 23 de enero de 2003.
- Bandera de Andalucía, otorgada por la Delegación Provincial de Justicia de Granada de la Consejería de Justicia de la Junta de Andalucía en Granada con motivo de la celebración del XIII Aniversario del Día de Andalucía. Febrero 2003
- Reconocimiento del Servicio de relaciones internacionales del Consejo General del Poder Judicial, por el trabajo realizado en el “ I Seminario de Violencia Intrafamiliar” celebrado en República Dominicana en septiembre de 2003, dentro del marco del Programa de Apoyo a la Reforma y Modernización a los Estados.
- Reconocimiento por el compromiso profesional y personal al servicio de la lucha contra la violencia de género desde el ámbito judicial y como presidenta del Observatorio contra la violencia doméstica y de género otorgado por el Ministerio de Igualdad del 25 de noviembre de 2009.
- Premio Meridiana 2010, concedido por el Instituto Andaluz de la Mujer, el 5 de marzo de 2010, en modalidad de persona destacada contra la violencia de género.
- Mención especial “por la igualdad de género”, concedido por la Diputación de Granada en su edición de 2010, entregado el 26 de marzo de 2010.
- Felicitación unánime del Pleno del Consejo General del Poder Judicial, por el resultado del XI Encuentro de Magistradas de los más altos órganos de Justicia de Iberoamérica “por una justicia de género” que tuvo lugar en Cádiz del 14 al 16 de noviembre de 2010.
- Premio al Observatorio contra la violencia doméstica y de género del CGPJ en la modalidad "mención honorífica a entidades públicas y privadas por su demostrada lucha diaria contrala violencia de género”, concedido por el Instituto Insular de Atención Social y Sociosanitario, Excmo. Cabildo Insular de Tenerife, entregado el 9 de enero de 2012.
- IV Premio Nacional de igualdad concedido por la asociación de mujeres progresistas Victoria Kent el 30 de marzo de 2012 en Motril (Granada).
- Premio mujeres constitucionales 2013 (Tercera edición) de la Agrupación del Partido Socialista Obrero Español de Cádiz. Modalidad “Derecho a la tutela judicial efectiva”. Premiada: Dª. Inmaculada Montalbán Huertas, por su compromiso personal y profesional en la lucha contra la violencia de género, materia en la que ha estado comprometida desde los inicios de su carrera profesional como magistrada, y posteriormente como Vocal del Consejo General del Poder Judicial, ostentando la presidencia del Observatorio contra la Violencia Doméstica y de Género y de la Comisión de Igualdad.
- Huésped distinguida de la ciudad de Managua, República de Nicaragua, por acuerdo de la Alcaldía de la Leal Villa de Santiago de Managua, el 20 de octubre de 2017.
- “Top 25/Mujeres” españolas más influyentes en los años 2008 a 2013, por el diario nacional EL MUNDO.
- "Top 100/ españoles" más influyentes del año 2009.
- OTROS RECONOCIMIENTOS: Reconocimiento de la Federación de asociaciones de mujeres María Léjarra de la provincia de Granada.4 de junio de 2018. “175 personalidades de la sociedad española. Miradas sobre la Guardia Civil”. 2011. Edita: Fundación Guardia civil. “La mujer de los montes orientales. El largo camino de la igualdad." 2011. Edita Diputación de Granada. Autor: Juan Rodríguez Titos. Socia de honor de la Asociación de mujeres Margarita Nelken, de Atarfe (Granada). 6 de marzo de 2014. Socia de honor de la asociación de mujeres juristas de Almería, 1988. Premio 8M concedido por el Centro de Igualdad Trece Rosas de la Zubia (Granada) 2021.